# كروتون أنغولي
كروتون أنغولي (الاسم العلمي: Croton angolensis) هو نوع من النباتات يتبع جنس الكروتون من الفصيلة الفربيونية.